# Kleiner Heidegrashüpfer
Der Kleine Heidegrashüpfer (Stenobothrus stigmaticus) ist eine kleine Feldheuschreckenart Europas und Westasiens. Er lebt in kurzrasigen, mageren Wiesen und Magerrasen. In Deutschland ist er gefährdet, in Österreich sogar stark gefährdet.

## Merkmale
Es handelt sich um einen auffallend kleinen Grashüpfer, Weibchen erreichen 15 bis 20 Millimeter, Männchen 11 bis 15 Millimeter Körperlänge. Die Vorderflügel (Tegmina) sind beim Weibchen etwas verkürzt, beim Männchen von normaler Länge und erreichen hier die Hinterleibsspitze. Sie sind schmal, beim Weibchen schmaler als die Breite der Hinterschenkel. Die Grundfarbe der Tiere ist meist grün, seltener olivbraun. Oft sind die Seitenkiele des Halsschilds, die Oberseite der Tegmina und die Hinterschienen gelb und die Spitze des Hinterleibs, vor allem auf der Oberseite, rot gefärbt. Meist trägt auch der Kopf beiderseits hinter den Augen einen gelben Längsstreif, auch der Unterrand der Vorderflügel trägt meist eine gelbe Linie. Wie typisch für die Gattung Stenobothrus sind die Seitenkiele des Halsschilds schwach gebogen, sie sind am Hinterrand des Pronotums etwa um die Hälfte weiter voneinander entfernt als in der Mitte; außerdem trägt das Pronotum einen Mittelkiel. Der Vorderrand der Tegmina ist gerade, ohne das erweiterte Präcostalfeld der Gattung Chorthippus. Die Valven des Ovipositors des Weibchens sind außen deutlich gezähnt.
Die Art kann von Omocestus haemorrhoidalis an der Form der Halsschildseitenkiele (schwach gebogen, nicht geknickt) unterschieden werden. Von Stenobothrus lineatus und Stenobothrus nigromaculatus unterscheidet schon die deutlich geringere Körpergröße. Wichtig ist auch die Ausbildung und Färbung des Medialfelds der Deckflügel. Dieses ist parallel geadert, aber nur schwach erweitert, kürzer als bei S.nigromaculatus und in der Regel etwas, aber nicht so ausgeprägt schwarz gefleckt. Von Myrmeleotettix maculatus unterscheiden, besonders im männlichen Geschlecht, die bei diesem deutlich gekeulten und an der Spitze nach außen gebogenen Fühler.
Der Gesang des Kleinen Heidegrashüpfers ist relativ leise. Er besteht aus einer Serie schnell gereihter, gleichartiger Töne, die jeweils bei der synchronen Auf- und Abbewegung beider Hinterbeine erzeugt werden, lautmalerisch mit „chichichichi“ umschrieben. Die einzelnen Silben dauern weniger als drei Sekunden. Ist ein Weibchen angelockt worden und kommt näher, wird in einen abweichenden Werbegesang gewechselt. Dabei wird die Parallelbewegung aufgegeben, die beiden Beine wechseln sich beim Beginn der jeweiligen Silbe ab.

## Lebenszyklus
Weibchen der Art legen ihre Eier in die Pflanzenstreu oder oberflächlich im Boden ab. Die Larven schlüpfen im Frühjahr des darauffolgenden Jahres. Die ersten Larven sind etwa Ende Mai, bis Anfang Juni, vorhanden und damit gegenüber verwandten Arten relativ spät. Die Art durchläuft vier Larvenstadien. Imagines treten in Mitteleuropa etwa Anfang Juli bis zu den ersten Nachtfrösten, etwa Mitte Oktober auf. Die längste dokumentierte Lebensdauer eines markierten Individuums betrug 57 Tage.

## Lebensraum
Der Kleine Heidegrashüpfer ist eine stenöke Art, er lebt ausschließlich in mageren, kurzrasigen Wiesen mit lückiger Grasnarbe, so dass Bereiche mit offenem Boden vorhanden sind. Er bevorzugt bodensaure Borstgrasrasen, Schafschwingel-Sandtrockenrasen und vergraste Heiden, kommt aber auch in Kalktrockenrasen vor, zum Beispiel im Diemeltal. Gelegentlich werden ähnlich strukturierte Ersatzlebensräume angenommen, zum Beispiel entsprechend strukturierte Kahlschläge oder Waldlichtungen und Waldränder. In den nördlichen Teilen des Verbreitungsgebiets werden nur wärmebegünstigte, meist südexponierte Flächen angenommen, er kommt bis an die Meeresküste (auf Dünenrasen in den Niederlanden) vor. Nach Süden hin lebt er zunehmend in den Gebirgen. Der höchste Nachweis in den Alpen ist im Bärental bei Glashütten (Gemeinde Gressenberg), Steiermark, auf 1615 Meter über dem Meeresspiegel, auf dem Balkan werden auch 2.000 Meter erreicht. Die Art bevorzugt extensiv beweidete Huteweiden, insbesondere Rinderweiden. Nach Ergebnissen aus den Pyrenäen und Asturien wird die Art durch intensive Beweidung gefördert. Obwohl meist in trockenen oder bodenfrischen Lebensräumen, tritt die Art unter besonderen Bedingungen gelegentlich in bodennassen Habitaten auf, beispielsweise in den oberschwäbischen Mooren. Sie besiedelt hier offene, besonnte Torfflächen mit dicht verfilzten Schafschwingel-Rasen.

## Verbreitung
Die Art besiedelt den größten Teil Europas, von Südspanien bis Skandinavien, im Osten erreicht sie an der Ostseeküste Südost-Litauen. Im Südosten erreicht sie über die Balkanhalbinsel und Nordgriechenland das europäische Russland. In Italien südlich der Alpen ist sie durch ihre extrem ähnliche Schwesterart Stenobothrus apenninus ersetzt. Angaben aus der kleinasiatischen Türkei liegen vor, sind aber möglicherweise Fehlbestimmungen.  Aus Großbritannien liegt nur ein einziger, völlig isolierter Nachweis von der Isle of Man vor. Aus Nordafrika liegt ebenfalls nur ein isolierter Fund aus Marokko vor, die hier gefundenen Tiere werden einer eigenen Unterart zugerechnet. In Mitteleuropa ist sie weit, aber lückenhaft verbreitet und meist selten. In Deutschland und Österreich ist sie in allen Landesteilen verbreitet, fehlt aber in allen Landschaften, in denen ihre Habitatansprüche nicht verwirklicht sind. In Nordostdeutschland ist sie allgemein sehr selten, nördlich einer Linie vom Nordharz zur Oberlausitz liegen nur wenige isolierte Vorposten. In der Schweiz kommt sie nur im Jura vor.

## Taxonomie und Phylogenie
Stenobothrus stigmaticus wurde 1838 von Pierre Rambur als Gryllus stigmaticus erstbeschrieben. Es werden oft drei Unterarten unterschieden.
- Stenobothrus stigmaticus stigmaticus
- Stenobothrus stigmaticus faberi Harz, 1975 Angegeben für das östliche Europa. Die Unterart wird von den meisten Taxonomen nicht anerkannt.[18]
- Stenobothrus stigmaticus ketamensis Nadig, 1979[15], nur auf der Hochebene von Ketama, Rif-Gebirge, Marokko.

Bei einer phylogenomischen Analyse (Sequenzvergleich des mitochondrialen Gens CO1) erwies sich die Gattung Stenobothrus als paraphyletisch. Stenobothrus stigmaticus wäre demnach näher mit Arten der Gattungen Myrmeleotettix und Omocestus verwandt als mit den anderen Stenobothrus-Arten. Auch bei einer morphologischen Analyse umfasste die Artengruppe um Stenobothrus stigmaticus außerdem vier Omocestus-Arten.

## Artenschutz
Als wesentliche Ursachen für den Bestandsrückgang des Kleinen Heidegrashüpfers in Mitteleuropa werden genannt: Rückgang von Magerrasen-Standorten durch zu intensive Landwirtschaft, aber auch durch Nutzungsaufgabe mit anschließender natürlicher Sukzession, fehlender Biotopverbund zwischen den Restflächen, Rückgang der Huteschafhaltung. Da die Weibchen der Art nicht flugfähig sind, ist sie nicht imstande, isoliert liegende Habitate zu besiedeln. Früher wurden immer wieder im Vließ haftende Tiere durch Wanderschäferei zwischen Gebieten ausgetauscht. Niedersachsen hat ein Artenschutzprogramm für die Art aufgelegt.